# اتل متل توتوله (فیلم ۱۳۷۰)
اتل متل توتوله فیلمی به کارگردانی محمد جعفری هرندی و نویسندگی ایرج طهماسب ساختهٔ سال ۱۳۷۱ است.

## خلاصه داستان
جاهل خان در تماسی با ناظم مدرسهٔ ابتدایی اندیشه از او می‌خواهد که مدرسه را تعطیل کند. جاهل خان تعدادی بخاری به مدرسه اهدا می‌کند و از آن پس کتاب‌های درسی بچه‌ها ناپدید می‌شود. به توصیهٔ مسئولان مدرسه از بین بچه‌ها گروه انتظامات تشکیل می‌شود تا حافظ کتاب‌های درسی باشد. عینکی و دوستانش در روزنامهٔ دیواری مدرسه به بررسی حوادث مدرسه می‌پردازند و مسئول گرفتاری‌ها را گودزیلا اعلام می‌کنند. جاهل خان با سه عروسک خیمه شب بازی بچه‌ها را به خارج از مدرسه دعوت می‌کند تا آن‌ها را از درس و مشق بیندازد. بچه‌ها به او اعتنایی نمی‌کنند و عینکی پس از این که متوجه اعمال خرابکارانهٔ بخاری‌ها می‌شود بچه‌ها را بسیج می‌کند و آن‌ها با تفنگ‌های پلاستیکی و آب پاششان به جنگ بخاری‌ها می‌روند و بر آن‌ها پیروز می‌شوند.

## بازیگران
- افسانه بایگان
- غلامحسین لطفی
- تورج نصر
- حسین محب‌اهری
- قدرت‌الله ایزدی
- شهرام لاسمی
- عطیه غبیشاوی
- خسرو احمدی
- علیرضا رئیسی